# Studio 7
Studio 7 es un reality show producido en Costa Rica por Televisora de Costa Rica, Teletica, Canal 7. Era transmitido a partir del sábado 22 de agosto de 2009, todos los sábados a las 7:15 de la noche, con cambios de horarios para los países que sintonizan la señal internacional de Teletica. El programa era en vivo y se realizaba en el Auditorio Nacional, ubicado en el Museo de los Niños y contaba con la presencia de un público de 700 personas, lo cual aportaba gran riqueza a la Gala. “Studio 7” es un formato original de Televisora de Costa Rica S.A.

## Formato y Mecánica
La idea del programa es demostrar quien es el mejor bailarín en una competencia de baile. En el programa 12 parejas, conformadas por coreógrafos, instructores o estudiantes de baile unidas a un coreógrafo profesional, se debatirán durante 12 galas.

## Premios
El primer lugar se ganará 20 mil dólares y el segundo 10 mil dólares.

## Presentadores
Los presentadores serán los mismos que en realitys anteriores:
- Edgar Silva: famoso conductor costarricense, se ha encargado de ser el conductor de programas como Bailando por un Sueño 1 y 2, Cantando por un Sueño y Nace una Estrella.

- Mauricio Hoffman: presentador de Sábado Feliz, fue el ganador de la primera temporada de Bailando por un Sueño, también ha sido coconductor de programas como Bailando por un Sueño, Cantando por un Sueño, Super Estrellas y Nace una Estrella.

## Jurado
- Rey West: Cuenta con más de 20 años de experiencia en escenarios y danza, además tiene su propio grupo de baile, el cual se presentaba en diversos escenarios como teatros, hoteles, conciertos, entre otros. Actualmente es profesor de Hip Hop para varias compañías de danza del país.[2]

- Oscar Chanis: Licenciado en danza, es coreógrafo y bailarín con más de 30 años de experiencia en Danza. Actualmente es profesor de danza moderna folclore y baile popular. También se ha presentado en diversos festivales en países como México, Colombia y Venezuela entre otros. Fue profesor invitado, dos veces, en el College Of The Atlantic, Bar Harbor, Maine, USA.[2]

- Aurelia Dobles: Aurelia Dobles es periodista cultural y actriz. Ha participado en montajes teatrales en los principales teatros del país. Ha recibido varios premios, entre ellos dos veces el Premio Joaquín García Monge de Periodismo Cultural. Actualmente es productora y presentadora del programa cultural Los (in)-cultos.[2]

- Miriam Lobo: Miriam Lobo es master en formación dancística. Es bailarina de la Compañía Nacional de Danza con más de 20 años de experiencia, master en formación dancística con experiencia en el campo de la discapacidad. Ha participado en giras y montajes en países como México, España, Estados Unidos y Brasil, entre otros. En Costa Rica ha obtenido 2 veces el Premio Nacional de Danza como mejor intérprete.[2]

## Coreógrafos
- Alonso Blanco: Coreógrafo, director de entretenimiento y espectáculos y profesor de baile. En el año 2007 fue Ganador de Sábado Gigante en la sección A BAILAR. Además, ha sido campeón nacional de baile popular en Costa Rica en diversos años. Es coreógrafo de Andrei y Alexia.

- María José Urbina: Cuenta con más de 20 años de experiencia en la enseñanza e investigación del baile popular en Costa Rica. Fue coreógrafa de Bailando por un Sueño primera y segunda temporada y del Primer Campeonato Internacional de Baile realizado por Televisa en México 2007. Es coreógrafa de Steven y Andreína.

- Alex Costa: Actor, humorista y coreógrafo. Ha sido tres veces Campeón Nacional de Salsa y ha obtenido el primer lugar en algunos concursos de salsa internacionales en países como México e Inglaterra. Fue coreógrafo de Bailando por un Sueño primera temporada. Además fue juez de El Turno de la Risa y Super Estrellas. Es coreógrafo de Geiner y Adriana.

- José Alberoni: Bailó con el Grupo Coreográfico Innovación Latina. Además, ha laborado como bailarín y coreógrafo de los espectáculos en diversos hoteles de playa de Costa Rica. Es coreógrafo de Luis y Mariam.

- Osvaldo Pineda: Se ha desempeñado como instructor de baile, bailarín y coreógrafo en varias sedes de la compañía de baile Merecumbé. Además, es bailarín de salsa en línea de la compañía Fusión Guarica. Es coreógrafo de Mario y Diana.

- Cinthia Segura: Bailarina desde hace cuatro años del Grupo Coreográfico Extabú. Además, desde el 2006 es profesora de Merecumbé Heredia y desde el 2008 es coreógrafa del Grupo Merecumbé Heredia. Es coreógrafa de Raquel y Juan.

- Adriana Villalobos: Instructora de baile popular de la academia Merecumbé. Laboró además como bailarina del personal de animación del Hotel Hilton Papagayo Resort Costa Rica. Es coreógrafa de Jerry y Mabeth.

- Silvia Trejos: Integrante y coreógrafa de la compañía Profesional de Baile Esencia Latina. Cuenta con formación artística en danza libre, ballet y jazz. Además, fue la coreógrafa ganadora de Bailando por un Sueño primera y segunda temporada y del reto Costa Rica - Panamá en el 2008. Fue jueza en el programa Súper Estrellas. Es coreógrafa de John y Andreína.

- Roy Ramírez: Bailarín y coreógrafo de la Compañía Esencia Latina. Además de instructor y coreógrafo del Taller Nacional de Danza. Fue coreógrafo de Bailando por un Sueño primera y segunda temporada. Es coreógrafo de Jesús y Amy.

- Adriana Madrigal: Instructora de baile popular y de baile aeróbico. Fue coreógrafa de Bailando por un Sueño primera y segunda temporada y del reto Costa Rica - Panamá en el 2008. Es coreógrafa de Bryan y Mildred.

- Iván Villalobos: Bailarín de la Compañía de Danza Universitaria en diferentes obras y diversas giras internacionales. Además, ha sido bailarín de la Compañía Nacional de Danza y del Ballet Ouest de Montreal. Fue coreógrafo de Bailando por un Sueño primera y segunda temporada. Es coreógrafo de Adrián y Raquel.

- Oscar Salazar: Instructor de baile. Coreógrafo del Grupo Coreográfico Merecumbé. Es coreógrafo de Michael y Viviana.

## Asesores
Coordinadora de baile
- Lesly Abarca: se ha desempeñado como profesora de flauta traversa durante varios años. Actualmente ejerce como instructora de baile popular latinoamericano, con énfasis en los estilos costarricenses en Merecumbé San Ramón. También ha laborado como coreógrafa con especialización en trabajo con niños y también montajes para grupos familiares.

Asesora de baile
- Liliana Valle: Liliana Valle es una destacada bailarina con estudios universitarios en Costa Rica y México. En Costa Rica fundó Merecumbé, primera entidad cultural costarricense especializada en la investigación y sistematización del Baile Popular de origen afrocaribeño. Además de bailarina e investigadora, ha sido coreógrafa de obras en danza contemporánea y baile popular, que han sido interpretadas en Costa Rica, Perú, México y Estados Unidos, entre otros.

Asesor musical
- Alfredo "El Chino" Moreno: Alfredo “Chino” Moreno es un exmúsico, fundador de grupos como Manantial y La Banda, entre otros. Además, es co-inventor del ritmo denominado “Chiqui-Chiqui”. Aparte de empresario musical, ha sido asesor de numerosas empresas radiofónicas y crítico del suplemento Áncora, de La Nación. Actualmente se desempeña como director de programación y producción de la Cadena Radial Costarricense. También fue asesor musical en Nace una Estrella.

## Participantes
| Participante 1  | Ocupación                          | Participante 2  | Ocupación                           | Puesto alcanzado      | Enfrentamientos | Ritmo del enfrentamiento |
| --------------- | ---------------------------------- | --------------- | ----------------------------------- | --------------------- | --------------- | ------------------------ |
| Andreína Méndez | Profesora de hip-hop y coreografía | John Álvarez    | Bailarín-Coreógrafo de danza urbana |                       |                 |                          |
| Diana de la O   | Estudiante / Bailarina             | Mario Quirós    | Instructor de baile popular         |                       |                 |                          |
| Raquel Piedra   | Profesora de Ballet                | Juan Chávez     | Mecánico / Bailarín                 |                       |                 |                          |
| Mildred Ramírez | Estudiante / Bailarina             | Bryan Vega      | Estudiante / Bailarín               |                       | 1               |                          |
| Amy González    | Estudiante / Bailarina             | Jesús Ramírez   | Estudiante / Bailarín               |                       |                 |                          |
| Andreína López  | Agente de viajes / Bailarina       | Steven Araya    | Agente de viajes / Bailarín         |                       |                 |                          |
| Mabeth Salas    | Bailarina                          | Jerry Ortiz     | Instructor de baile                 |                       |                 |                          |
| Viviana Ramírez | Estudiante / Modelo / Bailarina    | Michael Rubí    | Estudiante / Modelo / Bailarín      |                       |                 |                          |
| Mildred Ramírez | Estudiante / Bailarina             | Bryan Vega      | Estudiante / Bailarín               | Abandonaron           | 1               |                          |
| Adriana Hidalgo | Bailarina                          | Geiner Blanco   | Bailarín/Coreógrafo                 | 4.ta pareja eliminada | 2               | Bachata                  |
| Alexia Villalta | Bailarina/Oficinista               | Andrey Espinoza | Bailarín/Coreógrafo                 | 3.ra pareja eliminada | 1               | Bachata                  |
| Mariam Chamorro | Bailarina / Modelo                 | Luis Barquero   | Profesor y coreógrafo de baile.     | 2.da pareja eliminada | 1               | Bolero Costarricense     |
| Raquel Valverde | Profesora de Hip-hop               | Adrián Gamboa   | Profesor de Hip-hop                 | 1.er pareja eliminada | 1               | Bolero Costarricense     |

## Los votos del jurado
Los votos del jurado no tienen una decisión definitiva en la competencia, pero en la última gala sí, ya que son ellos quienes escogen al ganador.
| Marta y Steven    | 62 | - | 73 | -             | 65            | 76            | 75            |               |               |               |               |               |               |               |               |               |               |               |               |               |               |               |               |               |               |               |               |               |               |               |               |               |               |               |               |               |               |               |               |               |               |               |               |               |               |               |             |
| Diana y Mario     | 54 | - | 57 | -             | 68            | 67            | 70            |               |               |               |               |               |               |               |               |               |               |               |               |               |               |               |               |               |               |               |               |               |               |               |               |               |               |               |               |               |               |               |               |               |               |               |               |               |               |               |             |
| Andreína y John   | 60 | - | 68 | -             | 61            | 72            | 67            |               |               |               |               |               |               |               |               |               |               |               |               |               |               |               |               |               |               |               |               |               |               |               |               |               |               |               |               |               |               |               |               |               |               |               |               |               |               |               |             |
| Mabeth y Jerry    | 58 | - | 62 | -             | 57            | 73            | 65            |               |               |               |               |               |               |               |               |               |               |               |               |               |               |               |               |               |               |               |               |               |               |               |               |               |               |               |               |               |               |               |               |               |               |               |               |               |               |               |             |
| Raquel y Juan     | 58 | - | 57 | -             | 65            | 60            | 65            |               |               |               |               |               |               |               |               |               |               |               |               |               |               |               |               |               |               |               |               |               |               |               |               |               |               |               |               |               |               |               |               |               |               |               |               |               |               |               |             |
| Viviana y Michael | 52 | - | 53 | -             | 56            | 52            | 63            |               |               |               |               |               |               |               |               |               |               |               |               |               |               |               |               |               |               |               |               |               |               |               |               |               |               |               |               |               |               |               |               |               |               |               |               |               |               |               |             |
| Amy y Jesús       | 49 | - | 54 | -             | 63            | 59            | 55            |               |               |               |               |               |               |               |               |               |               |               |               |               |               |               |               |               |               |               |               |               |               |               |               |               |               |               |               |               |               |               |               |               |               |               |               |               |               |               |             |
| Mildred y Bryan   | 57 | - | 66 | -             | 75            | 66            | 0             | Abandonaron   | Abandonaron   | Abandonaron   | Abandonaron   | Abandonaron   | Abandonaron   | Abandonaron   | Abandonaron   | Abandonaron   | Abandonaron   | Abandonaron   | Abandonaron   | Abandonaron   | Abandonaron   | Abandonaron   | Abandonaron   | Abandonaron   | Abandonaron   | Abandonaron   | Abandonaron   | Abandonaron   | Abandonaron   | Abandonaron   | Abandonaron   | Abandonaron   | Abandonaron   | Abandonaron   | Abandonaron   | Abandonaron   | Abandonaron   | Abandonaron   | Abandonaron   | Abandonaron   | Abandonaron   | Abandonaron   | Abandonaron   | Abandonaron   | Abandonaron   | Abandonaron   | Abandonaron |
| Adriana y Geiner  | 58 | - | 68 | -             | 62            | 0             | 4° Eliminados | 4° Eliminados | 4° Eliminados | 4° Eliminados | 4° Eliminados | 4° Eliminados | 4° Eliminados | 4° Eliminados | 4° Eliminados | 4° Eliminados | 4° Eliminados | 4° Eliminados | 4° Eliminados | 4° Eliminados | 4° Eliminados | 4° Eliminados | 4° Eliminados | 4° Eliminados | 4° Eliminados | 4° Eliminados | 4° Eliminados | 4° Eliminados | 4° Eliminados | 4° Eliminados | 4° Eliminados | 4° Eliminados | 4° Eliminados | 4° Eliminados | 4° Eliminados | 4° Eliminados | 4° Eliminados | 4° Eliminados | 4° Eliminados | 4° Eliminados | 4° Eliminados | 4° Eliminados | 4° Eliminados | 4° Eliminados | 4° Eliminados | 4° Eliminados |             |
| Alexia y Andrey   | 51 | - | 61 | -             | 66            | 0             | 3° Eliminados | 3° Eliminados | 3° Eliminados | 3° Eliminados | 3° Eliminados | 3° Eliminados | 3° Eliminados | 3° Eliminados | 3° Eliminados | 3° Eliminados | 3° Eliminados | 3° Eliminados | 3° Eliminados | 3° Eliminados | 3° Eliminados | 3° Eliminados | 3° Eliminados | 3° Eliminados | 3° Eliminados | 3° Eliminados | 3° Eliminados | 3° Eliminados | 3° Eliminados | 3° Eliminados | 3° Eliminados | 3° Eliminados | 3° Eliminados | 3° Eliminados | 3° Eliminados | 3° Eliminados | 3° Eliminados | 3° Eliminados | 3° Eliminados | 3° Eliminados | 3° Eliminados | 3° Eliminados | 3° Eliminados | 3° Eliminados | 3° Eliminados | 3° Eliminados |             |
| Miriam y Luis     | 48 | - | 0  | 2° Eliminados | 2° Eliminados | 2° Eliminados | 2° Eliminados | 2° Eliminados | 2° Eliminados | 2° Eliminados | 2° Eliminados | 2° Eliminados | 2° Eliminados | 2° Eliminados | 2° Eliminados | 2° Eliminados | 2° Eliminados | 2° Eliminados | 2° Eliminados | 2° Eliminados | 2° Eliminados | 2° Eliminados | 2° Eliminados | 2° Eliminados | 2° Eliminados | 2° Eliminados | 2° Eliminados | 2° Eliminados | 2° Eliminados | 2° Eliminados | 2° Eliminados | 2° Eliminados | 2° Eliminados | 2° Eliminados | 2° Eliminados | 2° Eliminados | 2° Eliminados | 2° Eliminados | 2° Eliminados | 2° Eliminados | 2° Eliminados | 2° Eliminados | 2° Eliminados |               |               |               |             |
| Raquel y Adrián   | 49 | - | 0  | 1° Eliminados | 1° Eliminados | 1° Eliminados | 1° Eliminados | 1° Eliminados | 1° Eliminados | 1° Eliminados | 1° Eliminados | 1° Eliminados | 1° Eliminados | 1° Eliminados | 1° Eliminados | 1° Eliminados | 1° Eliminados | 1° Eliminados | 1° Eliminados | 1° Eliminados | 1° Eliminados | 1° Eliminados | 1° Eliminados | 1° Eliminados | 1° Eliminados | 1° Eliminados | 1° Eliminados | 1° Eliminados | 1° Eliminados | 1° Eliminados | 1° Eliminados | 1° Eliminados | 1° Eliminados | 1° Eliminados | 1° Eliminados | 1° Eliminados | 1° Eliminados | 1° Eliminados | 1° Eliminados | 1° Eliminados | 1° Eliminados | 1° Eliminados | 1° Eliminados |               |               |               |             |

     Puntaje más alto.

     Puntaje más bajo/a.

     Enfrentamiento/a y salvado/a por el jurado.

    
Sentenciado/a, enviado al enfrentamiento y eliminado/a por el jurado.

## Los votos del público
Son vía mensaje de texto SMS y son los que deciden quién se mantiene en la competencia. Los 3 últimos peligran de ser expulsados.
| Andreína y John   | NF | NF | NF | NF            | 17.5%         |               |               |               |               |               |               |               |               |               |               |               |               |               |               |               |               |               |               |               |               |               |               |               |               |               |               |               |               |               |               |               |               |               |               |               |               |               |               |
| Adriana y Geiner  | NF | NF | NF | NF            | 13.0%         |               |               |               |               |               |               |               |               |               |               |               |               |               |               |               |               |               |               |               |               |               |               |               |               |               |               |               |               |               |               |               |               |               |               |               |               |               |               |
| Marta y Steven    | NF | NF | NF | NF            | 10.9%         |               |               |               |               |               |               |               |               |               |               |               |               |               |               |               |               |               |               |               |               |               |               |               |               |               |               |               |               |               |               |               |               |               |               |               |               |               |               |
| Viviana y Michael | NF | NF | NF | NF            | 10.6%         |               |               |               |               |               |               |               |               |               |               |               |               |               |               |               |               |               |               |               |               |               |               |               |               |               |               |               |               |               |               |               |               |               |               |               |               |               |               |
| Alexia y Andrey   | NF | NF | NF | NF            | 10.5%         |               |               |               |               |               |               |               |               |               |               |               |               |               |               |               |               |               |               |               |               |               |               |               |               |               |               |               |               |               |               |               |               |               |               |               |               |               |               |
| Amy y Jesús       | NF | NF | NF | NF            | 10.2%         |               |               |               |               |               |               |               |               |               |               |               |               |               |               |               |               |               |               |               |               |               |               |               |               |               |               |               |               |               |               |               |               |               |               |               |               |               |               |
| Raquel y Juan     | NF | NF | NF | NF            | 9.3%          |               |               |               |               |               |               |               |               |               |               |               |               |               |               |               |               |               |               |               |               |               |               |               |               |               |               |               |               |               |               |               |               |               |               |               |               |               |               |
| Mildred y Bryan   | NF | NF | NF | NF            | 8.4%          |               |               |               |               |               |               |               |               |               |               |               |               |               |               |               |               |               |               |               |               |               |               |               |               |               |               |               |               |               |               |               |               |               |               |               |               |               |               |
| Mabeth y Jerry    | NF | NF | NF | NF            | 7.0%          |               |               |               |               |               |               |               |               |               |               |               |               |               |               |               |               |               |               |               |               |               |               |               |               |               |               |               |               |               |               |               |               |               |               |               |               |               |               |
| Diana y Mario     | NF | NF | NF | NF            | 2.6%          |               |               |               |               |               |               |               |               |               |               |               |               |               |               |               |               |               |               |               |               |               |               |               |               |               |               |               |               |               |               |               |               |               |               |               |               |               |               |
| Miriam y Luis     | NF | NF | NF | 2° Eliminados | 2° Eliminados | 2° Eliminados | 2° Eliminados | 2° Eliminados | 2° Eliminados | 2° Eliminados | 2° Eliminados | 2° Eliminados | 2° Eliminados | 2° Eliminados | 2° Eliminados | 2° Eliminados | 2° Eliminados | 2° Eliminados | 2° Eliminados | 2° Eliminados | 2° Eliminados | 2° Eliminados | 2° Eliminados | 2° Eliminados | 2° Eliminados | 2° Eliminados | 2° Eliminados | 2° Eliminados | 2° Eliminados | 2° Eliminados | 2° Eliminados | 2° Eliminados | 2° Eliminados | 2° Eliminados | 2° Eliminados | 2° Eliminados | 2° Eliminados | 2° Eliminados | 2° Eliminados | 2° Eliminados | 2° Eliminados | 2° Eliminados | 2° Eliminados |
| Raquel y Adrián   | NF | NF | NF | 1° Eliminados | 1° Eliminados | 1° Eliminados | 1° Eliminados | 1° Eliminados | 1° Eliminados | 1° Eliminados | 1° Eliminados | 1° Eliminados | 1° Eliminados | 1° Eliminados | 1° Eliminados | 1° Eliminados | 1° Eliminados | 1° Eliminados | 1° Eliminados | 1° Eliminados | 1° Eliminados | 1° Eliminados | 1° Eliminados | 1° Eliminados | 1° Eliminados | 1° Eliminados | 1° Eliminados | 1° Eliminados | 1° Eliminados | 1° Eliminados | 1° Eliminados | 1° Eliminados | 1° Eliminados | 1° Eliminados | 1° Eliminados | 1° Eliminados | 1° Eliminados | 1° Eliminados | 1° Eliminados | 1° Eliminados | 1° Eliminados | 1° Eliminados | 1° Eliminados |

NF: no fueron revelados en el programa.
     Porcentaje más alto.

    
Puntajes más bajo y eliminado/a.

     Enfrentamiento/a y salvado/a por el jurado.

     Peligran para ir al enfrentamiento

## Ritmos bailados
| Gala   | Ritmo          |  |
| ------ | -------------- |  |
| Gala 1 | Merengue       |  |
| Gala 2 | Salsa          |  |
| Gala 3 | Disco          |  |
| Gala 4 | Tango          |  |
| Gala 5 | Swing criollo  |  |
| Gala 6 | Mambo          |  |
| Gala 7 | Bolero         |  |
| Gala 8 | Salsa en línea |  |

## Retos
- Viviana Calderón Vs Verónica Gonzáles (I parte): el reto se realizó en la séptima gala, para ayudar a una institución benéfica. Viviana Calderón junto con Franklin Calderón, ganadores de Bailando por un Sueño 2 y Bailando por un Sueño: El reto Costa Rica - Panamá, bailaron un mix de swing criollo y pop, retando a Verónica Gonzáles y Esteban Artavía una de las parejas más favoritas de Bailando por un Sueño 1, bailaron un mix de tango y pop.

- Vivana Calderón Vs Verónica Gonzáles (II parte): se realizará en la octava gala y se conocerá a la pareja ganadora del reto.